# Taraxacum brevisectum
Taraxacum brevisectum — вид квіткових рослин з родини айстрових (Asteraceae). Вид зростає в Європі: Данія, Фінляндія, Польща, Естонія; це багаторічна рослина помірних біомів.